# Aedes nigricephalus
Aedes nigricephalus är en tvåvingeart som först beskrevs av Theobald 1901.  Aedes nigricephalus ingår i släktet Aedes och familjen stickmyggor. Inga underarter finns listade i Catalogue of Life.